# Удхампур
Удхампур — город и техсил в округе Удхампур в Джамму и Кашмире, Индия. В городе расположена Северная Штаб-квартира армии Индии. Также база войск поддержки (FBSU) ВВС расположена здесь. Армия использует Удхампур как перевалочный пункт от Джамму в Сринагар, если передвигаются по дороге (Национальное Шоссе Номер 1А).

## География
Расположен в предгорьях Гималаев в холмистой/гористой местности. Зимой город часто накрывает снегом, когда его несёт ветер с гор. Координаты города:32°56′ с. ш. 75°08′ в. д. высота центра города над уровнем моря — 756 метров.

## Демография
По переписи населения Индии 2001 года, Удхампур населяло 59,236. Мужчин 65 % и женщин 35 %. Перекос в сторону мужчин связан с военными, которые служат в этом районе. Уровень грамотности 84 %, выше чем средний по стране 59,5 %: грамотных мужчин 89 %, и женщин 75 %. В Удхампуре, 10 % населения моложе 6 лет.

## Транспорт
Автобусы часто ходят по Шоссе А1. Эта дорога очень загружена, так как является самым удобным путём в Кашмирскую Долину.
Город также связан с Джамму веткой новой железной дороги. Поезд «Уттар Сампарк Кранти» от Нью-Дели курсирует по это ветки, поезда от Удхампура до Джамму также ходят довольно часто. Скоро будет построена линия до Катры. Руководство железной дороги приняло решение продлить маршруты трёх поездов («Delhi-Udhampur Special», «Jammu Mail» and «Malwa Express») до Удхампура.

## Достопримечательности
1. Вайшно-деви, храм Шакти
2. Шивкхори, пещера Господина Шивы
3. Патнитоп, холм, популярен у любителей активного отдыха
4. Баба Дхансар
5. Сиар Баба
6. Риаси
7. Форт Бхимгарх
8. Храм Калика
9. озеро Мансар
10. Санасар, 19 км от Патнитопа, кемпинг и площадка для парапланов.
11. Натхантоп, 11 км от Патнитопа, другое место парапланеристов. Замечательные виды.